# Parid Dule
Parid Dule (ur. 13 stycznia 1969 w Tiranie) – albański malarz, instruktor karate i sztuk walki, były trener albańskiej kadry narodowej karate. 

## Życiorys
Parid Dule urodził się w 1969 r. w Tiranie. Rodzice pochodzą z Përmet w południowej Albanii. Wywodzi się z artystycznej rodziny i dorastał w środowisku artystycznym; ojciec Bardhyla Dule był uznanym malarzem, a wuj Hektora Dule był rzeźbiarzem, który przyczynił się do rozwoju sztuki albańskiej. Parid odziedziczył pasję do malowania po ojcu, który od najmłodszych lat zachęcał go do podążania ścieżką sztuki.
Kariera artystyczna Parida rozpoczęła się w 1979 r., gdy wziął udział w wystawie o wojnie o niepodległość Albanii od Imperium Osmańskiego i otrzymał główną nagrodę śród młodych uczestników. Od tamtej pory brał udział w wielu wystawach, zarówno zbiorowych jak i indywidualnych, za które był wielokrotnie nagradzany. 
W 1987 r. ukończył liceum artystyczne „Jordan Misja” w Tiranie, a następnie w 1994 r. Uniwersytet Sztuk w Tiranie na kierunku malarstwa figuratywnego, gdzie studiował w latach 1990-1994. W 2012 r. w Muzeum Narodowym w Tiranie otworzyło wystawę prac Dulego „Cztery pory roku”, inspirowaną muzyką Vivaldiego. Znalazło się na niej 51 prac, w tym obrazy olejne, grafiki i rysunki. Po jej sukcesie, w 2013 r. Dule został zaproszony przez macedońskich krytyków sztuki, do jej wystawienia w Skopje. W 2014 r. Parid otworzył kameralną wystawę „Nimfy” złożoną z 12 prac artystycznych, wśród których w centrum umieszczony został obraz „Symphony of Universe” przedstawiający trzy nimfy pośród gwiezdnych galaktyk. W 2017 r. został zaproszony do Mediolanu, gdzie wziął udział w międzynarodowej wystawie w Milano Art Gallery. Jego sztuka rozciąga się na różne gatunki malarstwa, portretu, kompozycji, martwej natury i pejzażu. Wiele jego prac znajduje się w prywatnych kolekcjach w Albanii i poza nią. Jeden z obrazów nabył były sekretarz generalny ONZ Javier Pérez de Cuéllar, gdy odwiedził Tiranę w latach 80. Swoje dzieła prezentował także na wystawach we Włoszech, Anglii i Stanach Zjednoczonych.
W latach 90. zaczął uprawiać sporty walki. Jako mistrz sztuk walki jest trenerem i promotorem młodych talentów i międzynarodowych profesjonalistów. Był trenerem albańskiej kadry narodowej karate. 